# Cenzura
| Velmi vážná situace Obtížná situace | Znatelné problémy Uspokojivá situace | Dobrá situace Není klasifikováno / nejsou data |

2022 Index svobody tisku, jejž publikují Reportéři bez hranic
Velmi vážná situace
Obtížná situace
Znatelné problémy
Uspokojivá situace
Dobrá situace
Není klasifikováno / nejsou data

2017 Internetová cenzura a dohled ve světě dle Reportérů bez hranic
Všudypřítomná cenzura
Značná cenzura
Selektivní cenzura
Měnící se situace
Minimální nebo žádná cenzura
Není klasifikováno / nejsou data

Cenzura je kontrola a omezování sdělování informací hromadnými sdělovacími prostředky, obvykle tiskem či dalšími veřejnými médii, ale i  veřejnými proslovy, dopisy a podobně. Je-li prováděna státem,  slouží pro udržení státního zřízení a integrity státu, a proto střeží uchování státní ideologie, státního či vojenského tajemství. Je využívána k prosazování společenských, stranických či jiných skupinových zájmů. Je-li prosazována a uplatňována zájmovými skupinami, společenskými a ekonomickými subjekty a médii, je využívána k prosazování státních, společenských, stranických či jiných skupinových zájmů.
Cenzura se obvykle týká veřejně sdělovaných názorů, ale v dobách nesvobody je kontrolováno i soukromé sdělování názorů. Součástí cenzury bývá i kriminalizace toho, kdo se cenzuru snaží obejít. Cenzura je součástí praktik mocenských struktur prakticky celou lidskou historii. S cenzurou úzce souvisí různé indexy zakázané literatury.
Slovo cenzura pochází z latinského censor, což byl úředník, který měl za úkol sčítání obyvatel a dohlížení na morálku (dále viz římský cenzor).

## Druhy cenzury
Avšak proti zmíněnému seškrtování a začerňování mnohá okolnost svědčí. Knize nejsou čáry tlusté okrasou a dítě v zvědavosti a obrazotvornosti své dohadujíc se o zamazaném místě, domýšlí se třeba kluzkého nebo vůbec hroznějšího výrazu, než jaký se — snad jen na čas — pod černí tou ukrývá. (Evanjelické listy, 1890)

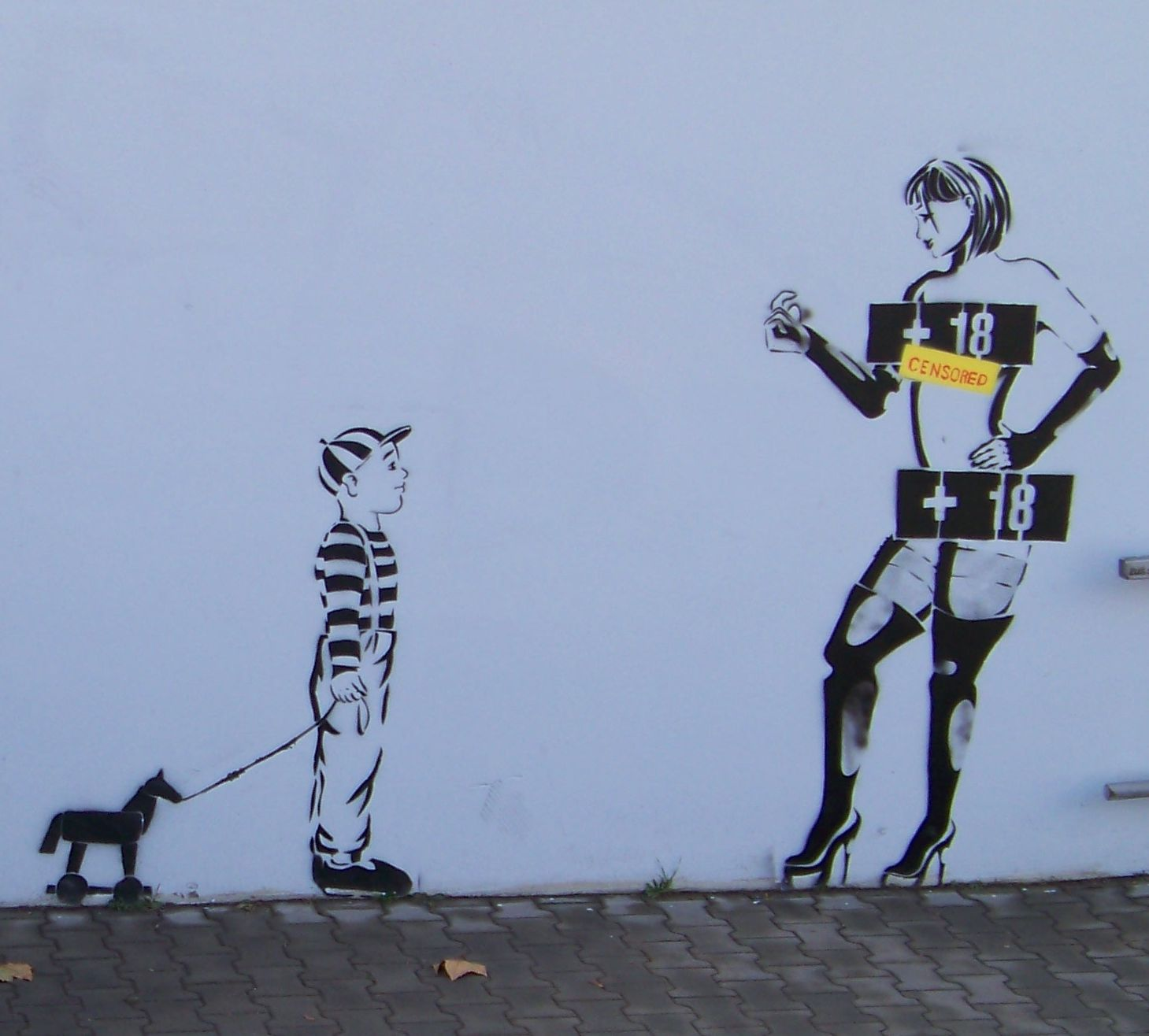
Nástěnná malba od žáků základní umělecké školy v Hradci Králové na téma mravnostní cenzury

- součást zákonů – zakázaná témata jsou explicitně vyjmenována v zákoně
- vojenská cenzura – má za úkol utajit činnosti, znalosti a technologie před (byť i potenciálním) nepřítelem, je kontrolována i soukromá komunikace
- náboženská cenzura – je omezováno šíření myšlenek, které jsou v rozporu s vládnoucím náboženstvím
- politická cenzura – je zakázáno nebo omezováno šíření informací, které diskreditují vládnoucí režim nebo jsou vládou, vládními stranami, veřejnými institucemi nebo korporacemi, vlastníky médii považovány za nežádoucí
- cenzura školních učebnic – podle právě vládnoucí ideologie jsou upravovány učební texty
- autocenzura – sdělované informace filtruje sám autor, buď ze strachu z postihu, nebo pomíjí informace nehodící se do jeho ideového schématu
- moderní cenzura - účelová, manipulativní selekce informací a informačních zdrojů, stranická a zájmová interpretace, agenda setting (nastolování agendy) v soukromých i veřejnoprávních médiích, vliv vlastníků a vydavatelů, korupce novinářů a médií, placená inzerce vydávaná za standardní novinářskou, publicistickou aktivitu (PR články)[6]

## Cenzura tisku
Vždyť přes všechno křidování a začerňování vládních a polovládních časopisů vídeňských listy berlínské se vší určitostí dokazují, že sjezd obou panovníků v Berlíně mimo užší ráz rodinný a osobně-přátelský má a bude míti zároveň zcela určitý vysoký význam politický. (Národní listy, 1900)

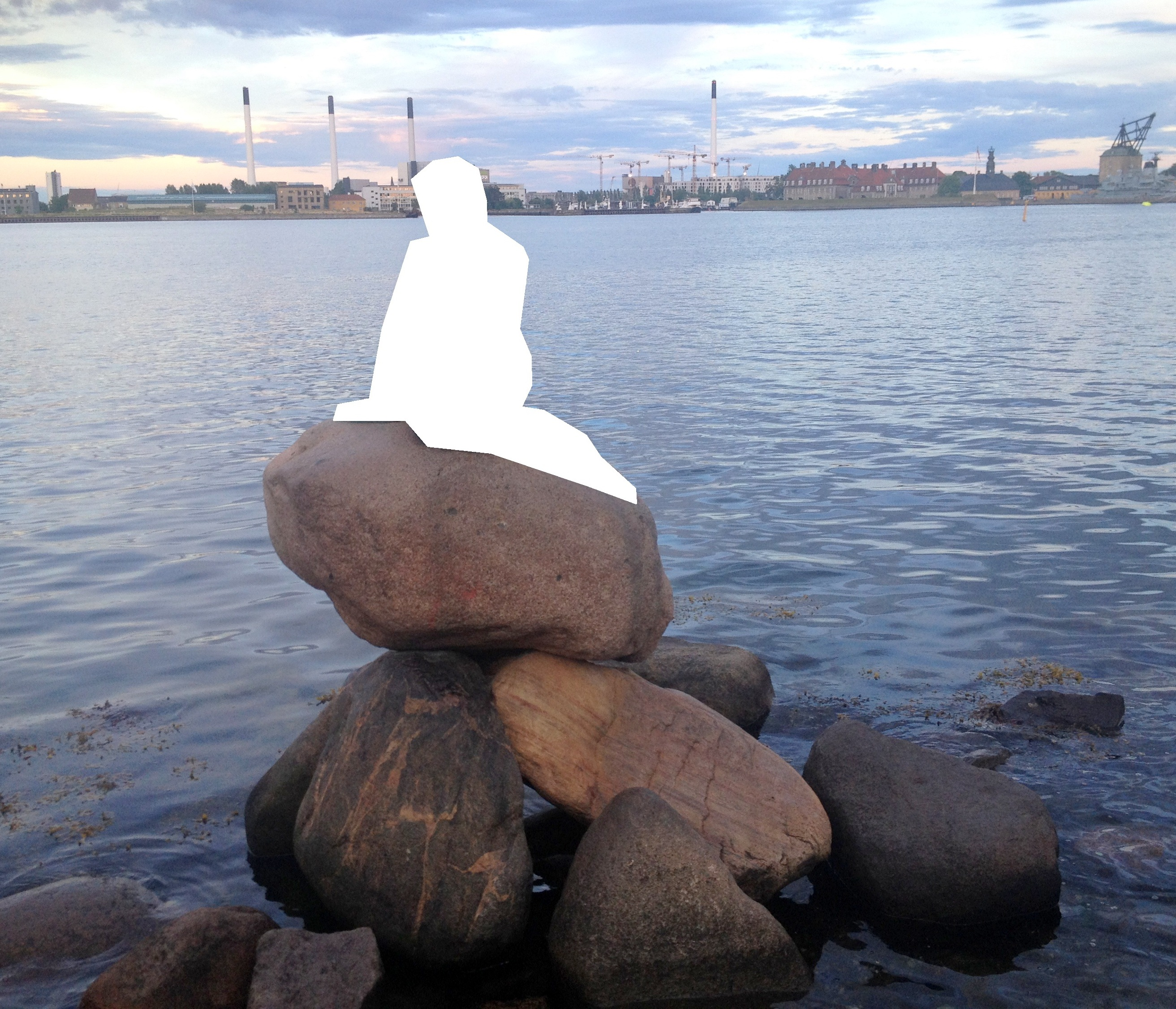
Silueta sochy (samotná socha je chráněna autorským právem do roku 2030)

V mnoha zemích (například v Rakousku-Uhersku – viz citát v rámečku) bývaly novinové články, které byly cenzurou shledány jako závadné, začerňovány; někdy vyšla začerněná i celá strana novin. Graficky podobně vypadají například fotografie pořízené v oblastech, kde není zaručen právní koncept tzv. svobody panoramatu, ve Wikipediích ze zemí, jejichž právní řád nezná koncept fair use. Známým příkladem je fotografie slavné sochy Malé mořské víly z dánské Kodaně.

## Cenzura v českých zemích
Cenzura v Českých zemích probíhala prakticky od počátku tvorby medivovaných obsahů[ujasnit] pro veřejnost. Cenzura byla dříve uplatňována jak na ručně psané spisy a letáky, tak následně i na tiskoviny, které se objevily po příchodu knihtisku ve 40. letech 15. století. Cenzura byla jak světská, tak katolická, následně i protestantská. České země jako významná součást evropského historického dění měla obdobné přístupy k cenzuře jako v sousedních zemích.
Vykonávání cenzurních povinností měly v průběhu dějin různé instituce, například byrokratický aparát, policejní složky či soudy. Cenzura panovala za Rakouska-Uherska, následně i ve zmírněné podobě za první republiky. Za druhé světové války zde byla cenzura řízená nacistickými orgány a po nástupu komunistů k totalitní moci zde byla komunistická cenzura, která trvala až do roku 1990. Následně byla cenzura po pádu komunismu zrušena a ústavním zákonem zakázána (čl. 17 odst. 3 Listiny základních práv a svobod).

## Cenzura fotografií za období totality

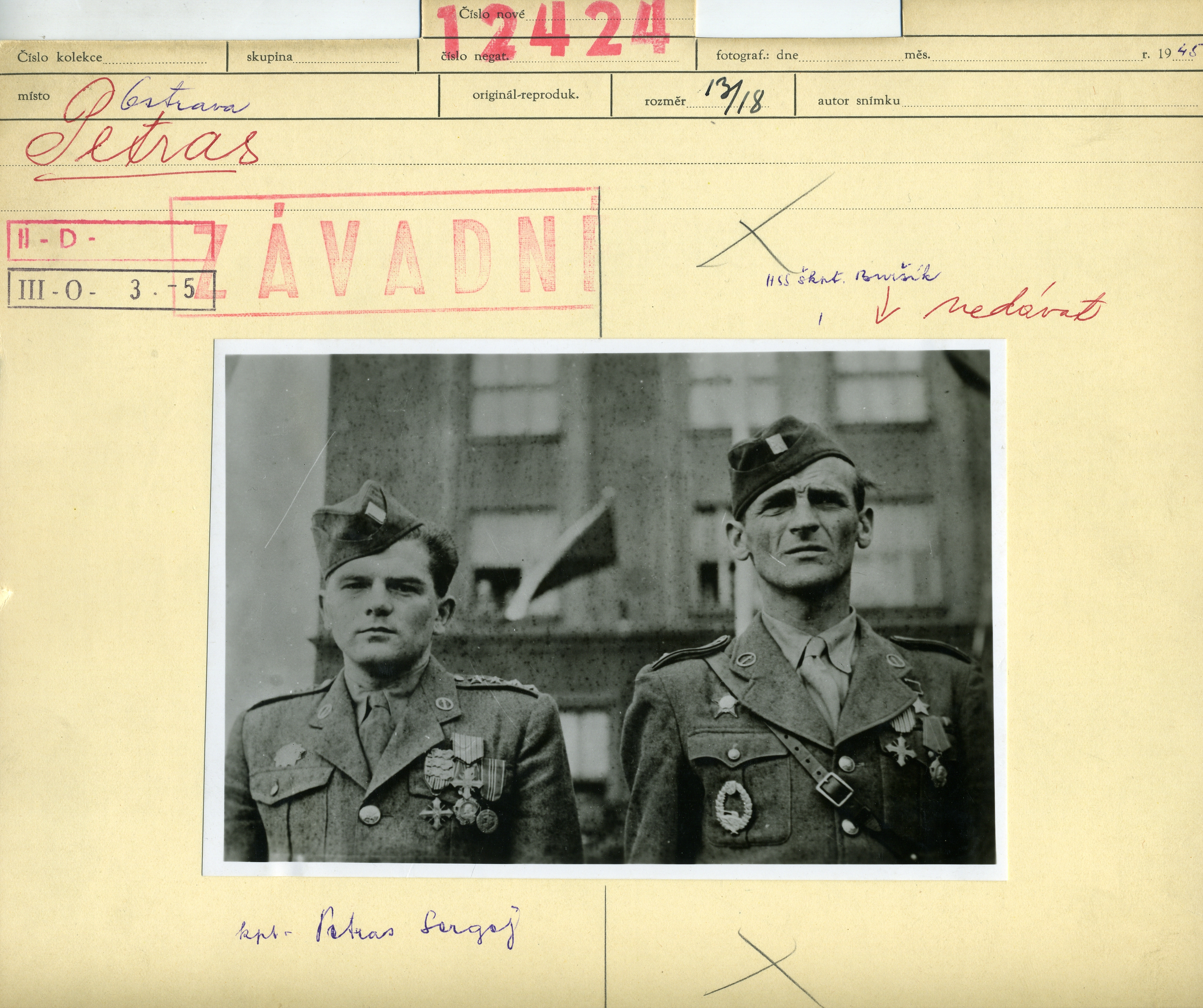
Fotografie škpt. Sergeje Petrase a škpt. Josefa Buršíka z roku 1945. Buršík byl pro svoje protikomunistické postoje roku 1949 obviněn z velezrady a odsouzen na deset let, a zmíňky o něm zničeny, jako by nikdy neexistoval - zde například bylo povoleno publikovat jen levou polovinu snímku, Buršík byl odříznut.

Cenzura fotografií se v bývalém Československu prováděla buďto jejich retušováním, „vylepšováním“ anebo jejich úplným zakázáním. Na snímcích se odmazávaly nepohodlné osoby a předměty, nebo se např. mohl přidat jásající dav. Cenzorovi stačily nůžky a stříkací pistolka s barvou.
Zvláštní pozornost se věnovala fotografiím ČTK, protože její práce přebíraly domácí i zahraniční agentury. V praxi to vypadalo tak, že se člověk s pověřovací listinou ÚV KSČ dostavil do redakce ČTK, odnesl si negativy a později přinesl již upravené fotografie. Šéfredaktor ČTK poté vydal nařízení, že se smějí používat jen tyto upravené snímky. Některé "zakázané" či "neupravené" snímky se mezi lidmi šířily tajně.
Zásahy cenzury se většinou nařizovaly ústně, proto k nim existuje jen málo dokumentace. V tehdejším Sovětském svazu byly fotografie falšovány ministerstvem vnitra, proto se předpokládá, že v Československu je upravovala StB právě v laboratořích ministerstva vnitra. Laboratoře měly být v budově nakladatelství Orbis na Vinohradské třídě v Praze a dále v ulicích Thákurova a Majakovského (dnes Pelléova) na Praze 6. Po listopadové revoluci byly tyto prostory prohledány, našly se však již jen prázdné místnosti. Zmizel z nich archiv, vybavení i veškeré podklady.[zdroj?]

## Cenzura ve filmu

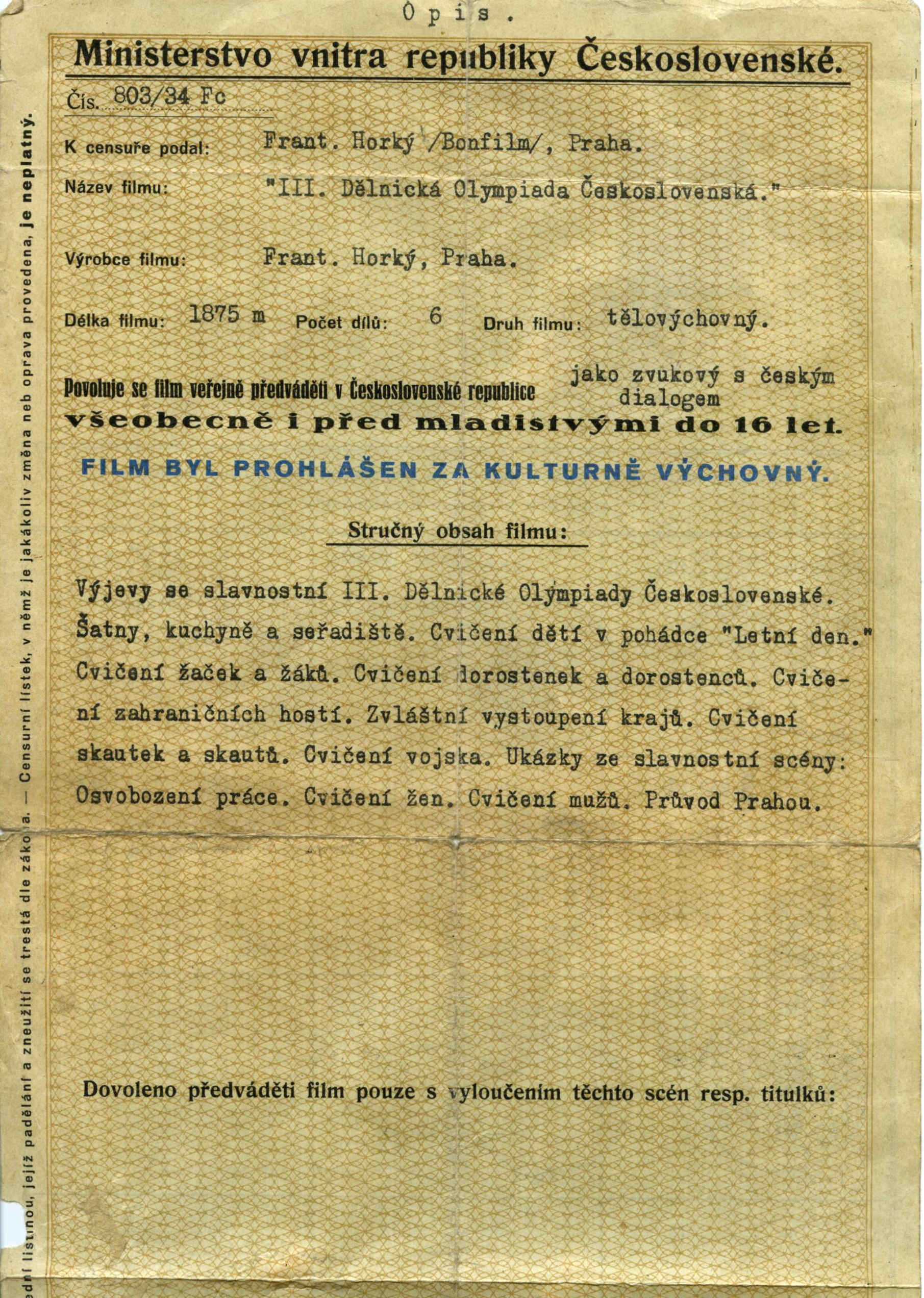
Cenzurní lístek ČSR z roku 1935

Cenzura filmové tvorby probíhala po celém světě od počátků rozvoje filmového umění a probíhá až do současnosti. Státní i nestátní cenzurní organizace svou snahu obvykle zaštiťují ochranou obecné mravnosti, ochranou mládeže, poukazem na pobuřující nebo znesvěcující (ve smyslu politické nebo náboženské doktríny daného území) charakter zakazovaných děl. Např. ze seriálu Tom a Jerry tak byly vyretušovány cigarety, aby nedocházelo k propagování kouření u mládeže (srov. neustále kouřící vlk z večerníčku Jen počkej, zajíci!, který je ale zápornou postavou). V zájmu ochrany svých investic a vůbec umožnění tvorby se v mnoha státech organizace filmového průmyslu i samotní tvůrci dobrovolně podřídili rozsáhlé autocenzuře. Typickým příkladem organizací prosazujících cenzuru je americká katolická Legie slušnosti, propracovaným autocenzurním předpisem pak například Produkční kodex. Obdobné organizace a předpisy však existují po celém světě.
K cenzuře filmů ale dochází i z politických důvodů; tak byly např. z některých filmů vystříhány scény s Waldemarem Matuškou, který se stal kvůli své emigraci vládnoucímu komunistickému režimu nepohodlným.

## Cenzura na internetu
Cenzura též funguje v mnoha státech (v různém rozsahu) i v prostředí internetu. Její nejčastější podobou je blokování obsahu (buďto celých domén, serverů, či webových míst), filtrování obsahu (např. ve vyhledávačích) či filtrování konkrétních případů či událostí, jež mají být předmětem cenzury, až po absolutní kontrolu nad tím, kdo v dané zemi bude mít k internetu přístup. Některé země šíření „závadného“ obsahu tvrdě postihují a staví na roveň těžkých zločinů (typu velezrady apod.), a tak je k současnosti[kdy?] celosvětově přes 60 lidí trestáno odnětím svobody.[zdroj⁠?!] V Afghánistánu byl student žurnalistiky Sajíd Parvíz Kambachš (v angličtině Parwiz Kambakhsh) v roce 2008 odsouzen k trestu smrti za šíření nevhodného internetového článku. (V roce 2009 obdržel po nátlaku ze zahraničí prezidentskou milost a byl propuštěn z vězení.)

## Cenzura v poštovnictví
Cenzura poštovních zásilek byla prováděna poštovními, policejními, vojenskými, vězeňskými a jinými orgány. Ty zjišťovaly, zda zásilky neobsahují utajené vojenské či politické informace. Na zásilce byly většinou provedeny záznamy o cenzuře, např. otiskem cenzorního razítka, přelepením chlopně obálky cenzurní páskou a někdy i opatřeny služební pečetí cenzora. Cenzorní razítka byla často oválná a číslovaná, výjimečně (v I. světové válce) měla uvedeno navíc jméno cenzora. Hromadně byly takto cenzurovány a označovány zásilky během obou světových válek, méně často i po jejich skončení.
V době komunistického režimu v Československu byly poštovní zásilky tajně kontrolovány ve velkém měřítku, např. v Praze bylo v roce 1978 orgány SNB zkontrolováno více než 3600 dopisů denně.

## Cenzura telekomunikačního styku
V totalitních režimech je prováděna cenzura telekomunikačního styku. V době komunistického režimu v Československu byly tajně prováděny nelegální odposlechy.

## Cenzura rozhlasového a televizního vysílání
V USA se cenzura týkala například zobrazování ložnic, koupelen, záchodů či těhotných. V totalitních režimech je prováděna cenzura rozhlasového a televizního vysílání plošně.
Při německé okupaci Čech, Moravy a Slezska měli nacisté výkonné rušičky. Poslech zahraničního rozhlasu byl zakázán a trestal se vězením nebo trestem smrtí. Na rozhlasových přijímačích musely být povinně umístěny papírové visačky s textem: „Pamatuj, že poslouchání zahraničního rozhlasu je zakázáno a trestá se káznicí nebo i smrtí.“
V době komunistického režimu v Československu bylo prováděno rušení zahraničního rozhlasového vysílání. Československé rozhlasové a televizní vysílání bylo rušeno při Invazi vojsk Varšavské smlouvy do Československa.